# Athetis albosignata
Athetis albosignata là một loài bướm đêm trong họ Noctuidae.